# Haql al-Rawdatayn
Haql al-Rawdatayn (arabiska: حَقْل اَلرَّوْضَتَيْن), även transkriberat Haql ar-Rawdatayn, är ett oljefält i Kuwait. Det ligger i den norra delen av landet, 60 km norr om huvudstaden Kuwait. Fältet ligger 52 meter över havet.